# 拉杜日涅 (奧斯特羅赫區)
50°20′17″N 26°25′25″E / 50.33806°N 26.42361°E
拉杜日涅（烏克蘭語：Радужне），是烏克蘭西北部的村莊，隸屬里夫內州的里夫內區。該村面積0.18平方公里，海拔高度215米，2001年人口117，人口密度每平方公里657.3人。